# Praha hlavní nádraží

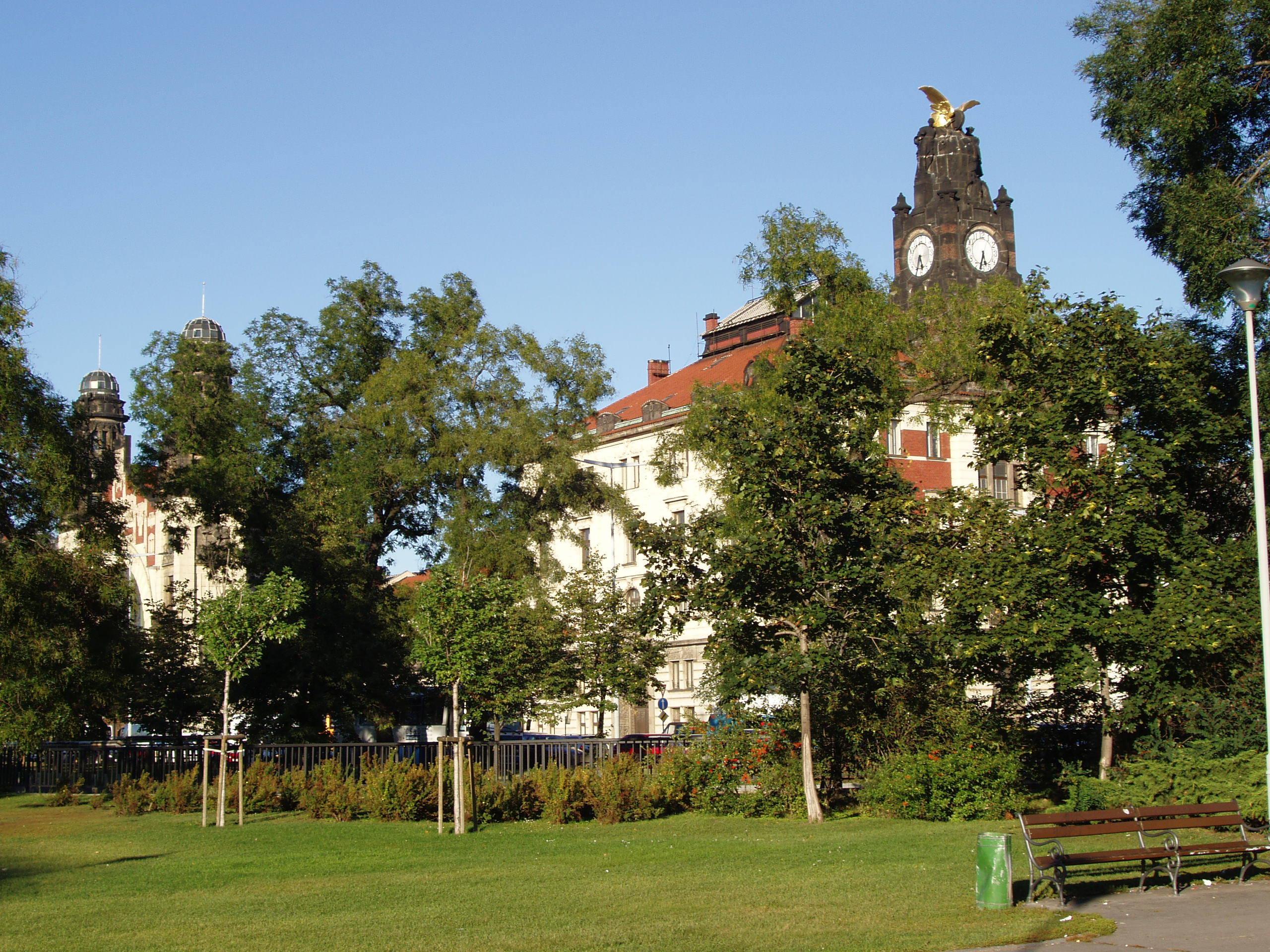
Imatge de l'estació des del parc

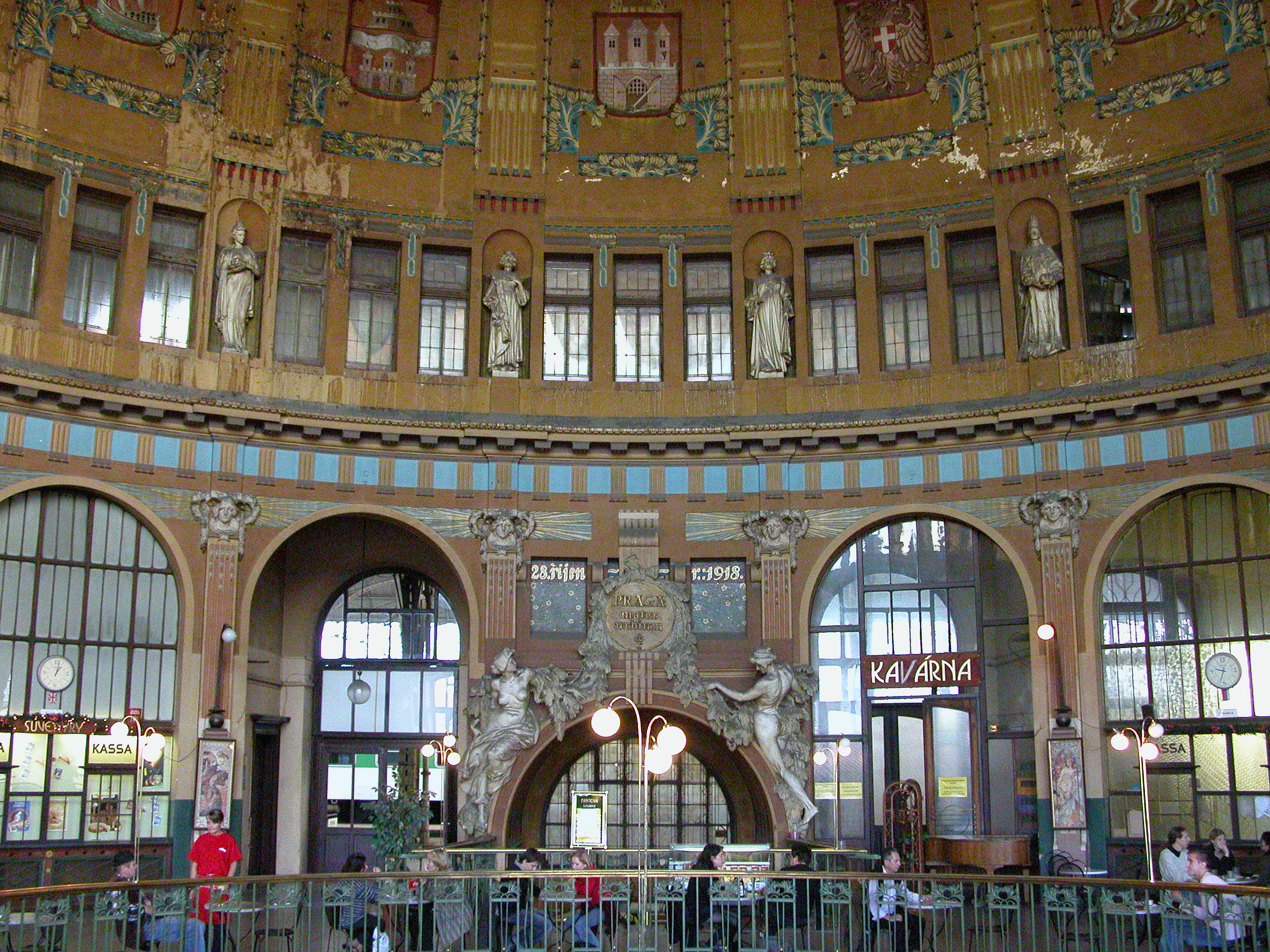
Vestíbul d'estil Art-Nouveau

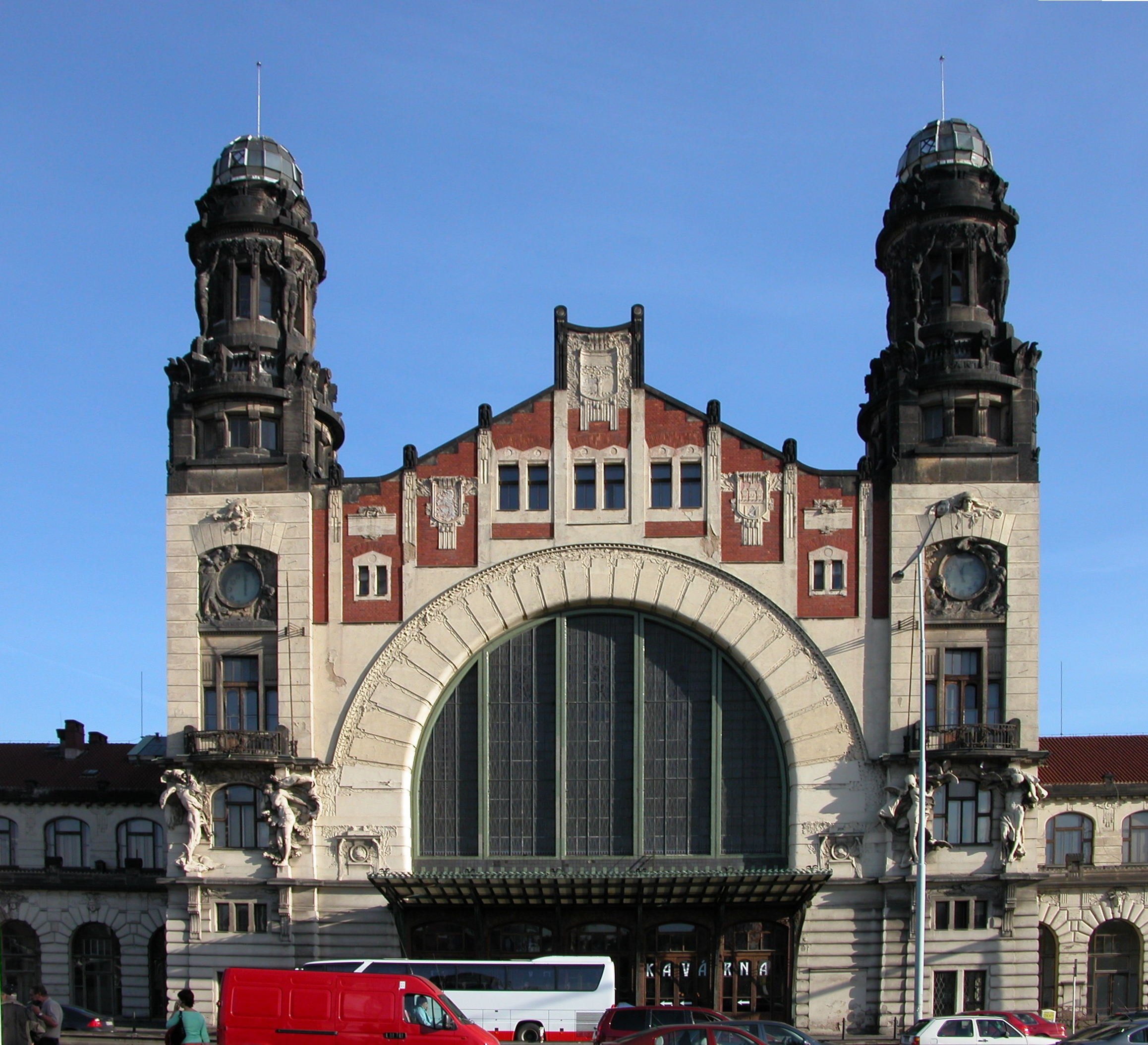
Entrada de l'estació

Praha hlavní nádraží (sovint abreujat Praha hl.n) és la denominació de l'estació de ferrocarrils principal de Praga (República Txeca). És una de les estacions més importants del país. L'estació té connexió amb el metro de la capital i ofereix serveis de transport a l'interior de l'estat així com a països veïns. Fou inaugurada el 1871 i anomenada com Franz Joseph I en honor de Francesc Josep I d'Àustria. Durant el període de la República (1918-1939) l'estació fou denominada Estació Wilson (en honor del president dels Estats Units Woodrow Wilson). L'interior de l'estació ofereix vestíbuls d'estil Art-Nouveau que foren dissenyats posteriorment a la inauguració, el 1909, per l'arquitecte txec Josef Fanta. La connexió actual amb l'estació de metro (Hlavní nádraží - Línia C) fou construïda entre el 1972 i el 1979.

## Línia
- Línia 011
- Línia 070
- Línia 090
- Línia 091
- Línia 122
- Línia 171
- Línia 210
- Línia 221
- Línia 231